# Rhodomantis queenslandica
Espèce
Synonymes
- Rhodomantis finoti Roy, 2001[1]
- Truxomantis queenslandica Sjöstedt, 1918[1]

Rhodomantis queenslandica est une espèce de mantes de la famille des Mantidae.

## Systématique
Cette espèce a été décrite initialement par Bror Yngve Sjöstedt en 1918 sous le protonyme de Truxomantis queenslandica. Comme son nom l'indique, cette espèce a été collectée dans le Queensland, en Australie.